# Tarboro
Tarboro är administrativ huvudort i Edgecombe County i North Carolina. Orten grundades år 1760 av den koloniala lagstiftande församlingen. Tarboro hade 11 415 invånare enligt 2010 års folkräkning.